# Xantelasma

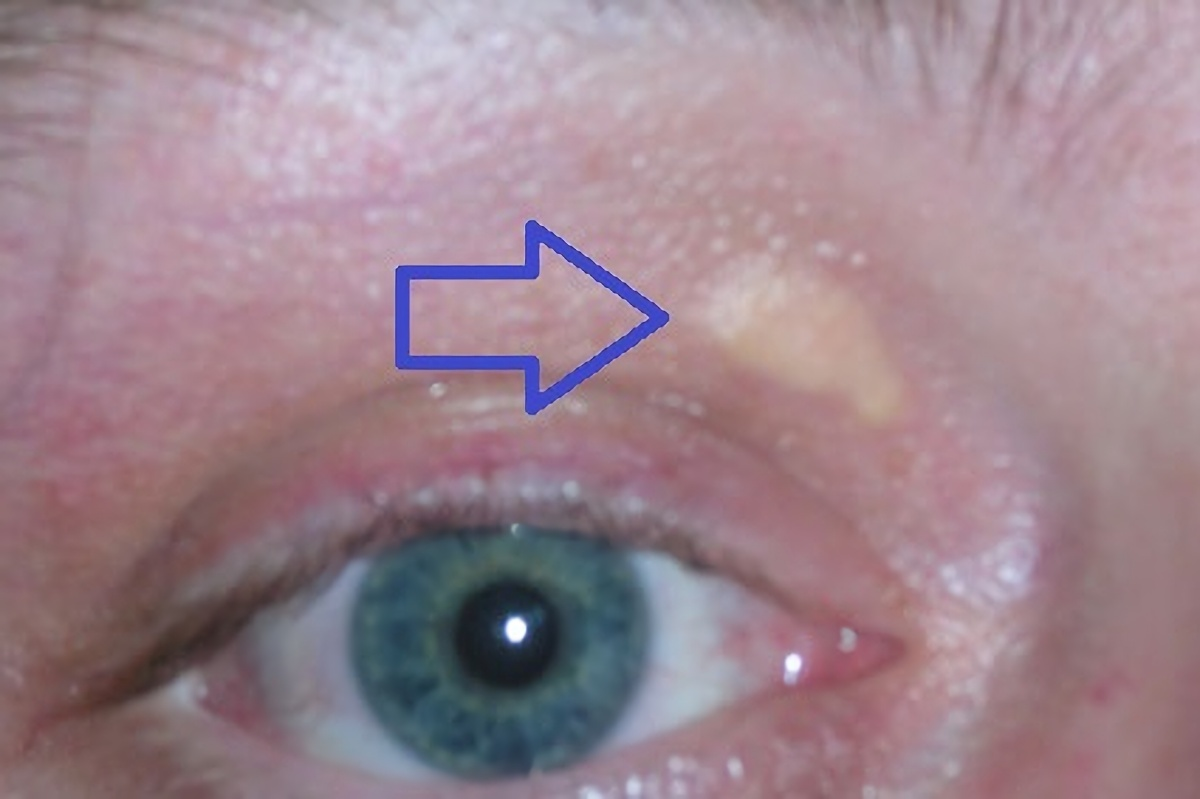
Mild xantelasma.

Xantelasma, även omnämnt xanthelasma palpebrarum (svenskt namn saknas) är rätt vanliga, oregelbundet formade lätt upphöjda gula fläckar bestående av fett i ögonlockshuden, oftast lokaliserade i närheten av inre ögonvrån. De orsakas vanligen av för höga blodfetter.

## Problematik
Hos den väsentliga delen av drabbade utgör xanthelasm enbart ett kosmetiskt problem. En dansk studie publicerad i BMJ (Då British Medical Journal) visar dock på förhöjd risk för hjärtinfarkt för drabbade av xantelasmer. Just här kan sambandet enligt studien vara förhöjda blodfetter i form av kolesterol. Dessutom bör onödig belastning av levern undvikas.

## Förekomst
- Xantelasma är betydligt vanligare hos äldre människor än hos unga.

## Etymologi
Ordet xanthelasma är sammansatt av grekiska ξανθός (xanthos), som betyder "gul", och έλασμα (elasma), med betydelsen "folie", "blad"). Palpebra är latin och betyder ögonlock. 